# Johannes Voggenhuber

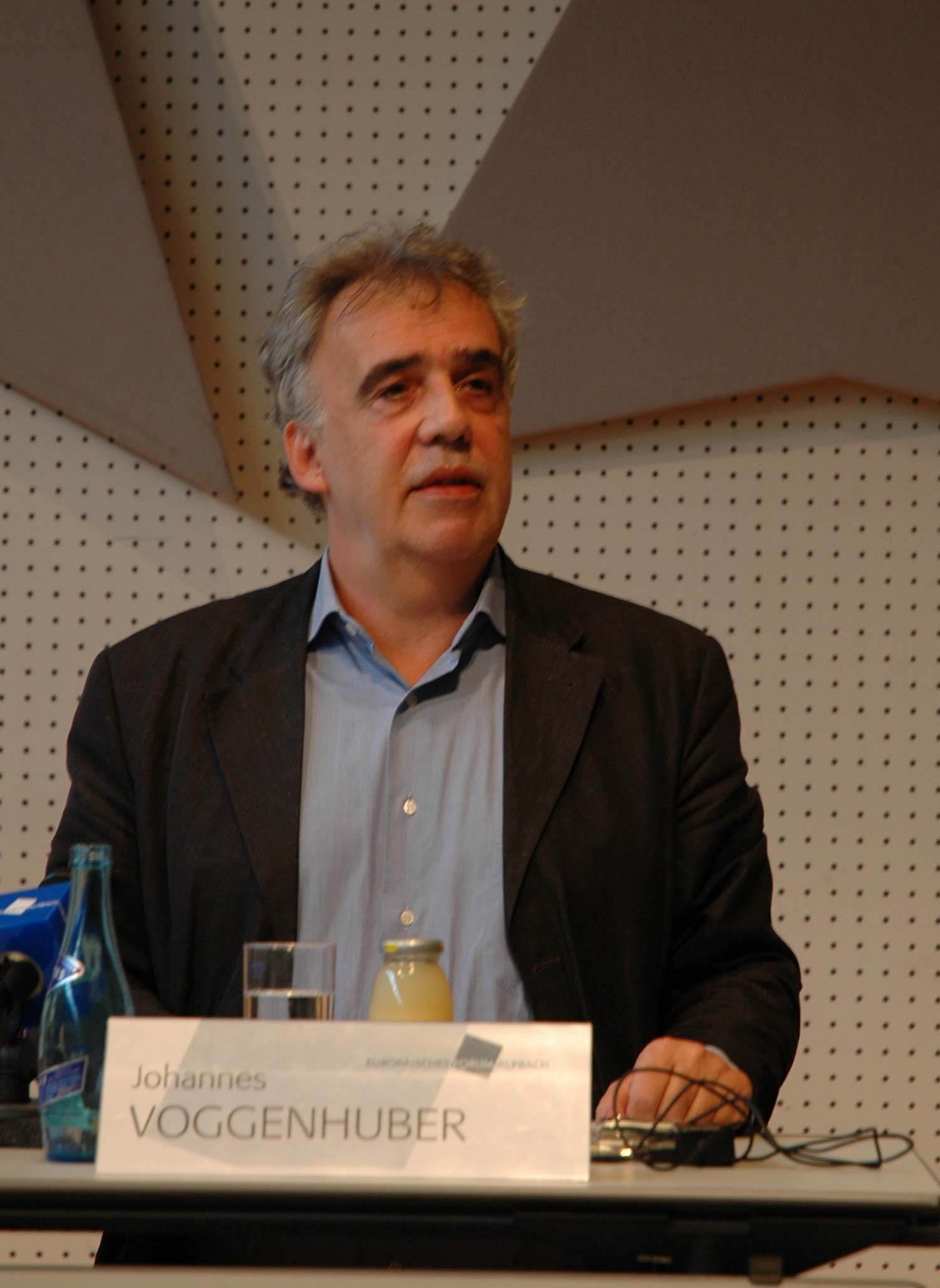
Johannes Voggenhuber în anul 2005

Johannes Voggenhuber (n. 5 iunie 1950, Salzburg) este un om politic austriac membru al Parlamentului European în perioada 1999-2004 din partea Austriei. (Verzii)
1. ↑  „Johannes Voggenhuber”, Gemeinsame Normdatei, accesat în 11 decembrie 2014
2. ↑  Deputații în Parlamentul European
3. ↑   https://www.parlament.gv.at/WWER/PAD_01355/index.shtml#tab-Ueberblick, accesat în 4 februarie 2019 Lipsește sau este vid: |title= (ajutor)